# Rainer Fetscher

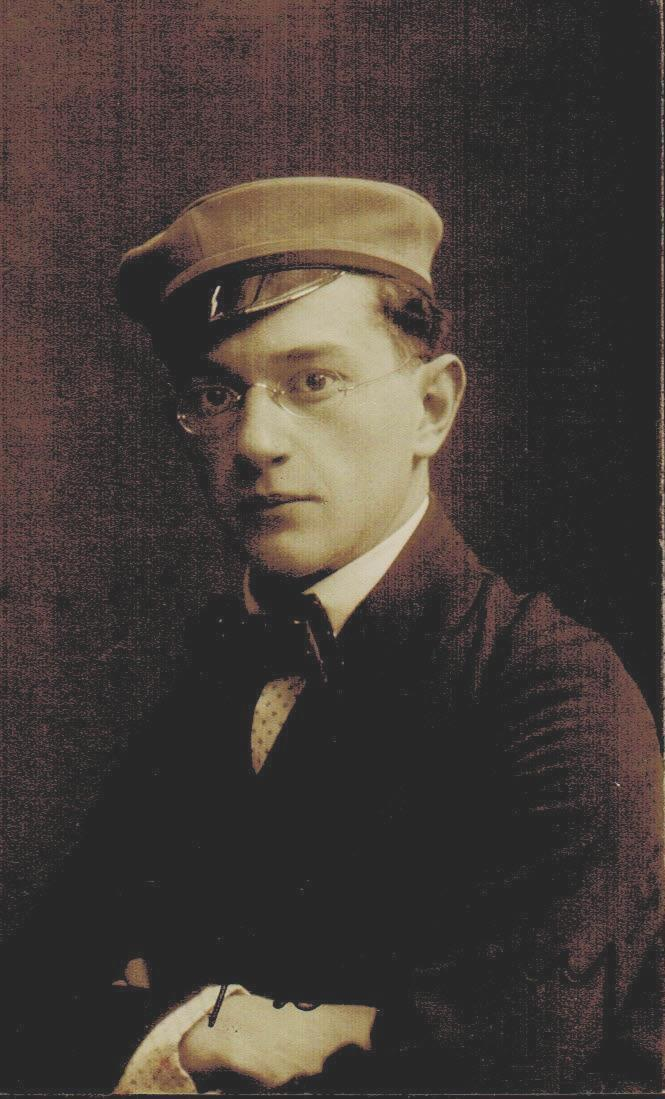
Fetscher als Schotte (1918)

Rainer Fetscher (* 26. Oktober 1895 in Wien als René Felix Fetscher; † 8. Mai 1945 in Dresden) war ein deutscher Mediziner, Erbforscher und Eugeniker. Er ist der Vater des Politologen Iring Fetscher. In Dresden hatte und hat Fetscher den Ruf eines Humanisten und Antifaschisten, was sich u. a. in zahlreichen postumen Ehrungen niederschlug.
In neuerer Zeit ist Fetscher jedoch im Zusammenhang mit seinen erbbiologischen Forschungen auch kritisch beurteilt worden.

## Leben
Der Sohn des württembergischen Kaufmanns Emil Fetscher legte am Wiener Elisabeth-Gymnasium (heute Rainergymnasium) die Reifeprüfung (Matura) ab und nahm im Jahr 1914 ein Studium der Medizin an der Universität zu Wien auf. Im November 1914 trat er jedoch freiwillig in das Deutsche Heer ein und nahm am Ersten Weltkrieg teil. Im Jahr 1918 schied er aus dem Heeresdienst aus.
Im Dezember 1918 setzte Fetscher sein Medizinstudium an der Universität Tübingen fort. Dort wurde er Conkneipant und später Alter Herr mit Schleife der Studentenverbindung Landsmannschaft Schottland. 1921 erhielt er die Approbation und wurde mit einer Arbeit „Über die Vererblichkeit des angeborenen Klumpfußes“ promoviert. Nach dem Studienabschluss im Mai absolvierte er eine mehrmonatige Tätigkeit als Medizinalpraktikant am Katharinenhospital in Stuttgart. Am 30. Mai 1921 hatte er in Marbach Kläre Müller (1899–1987) geheiratet, die er aus einem Lazarett kannte. Das Paar hatte drei Kinder.
Im Oktober 1921 ging Fetscher nach Dresden, wo er eine Assistentenstelle am Hygiene-Institut der Technischen Hochschule Dresden beim Ordinarius für Hygiene, Philalethes Kuhn (1870–1937), antrat. Fetscher kannte Kuhn noch aus dem Studium in Tübingen und teilte dessen Interesse an Erbbiologie und Sozialhygiene. 1923 habilitierte er sich bei Kuhn „Über die Knabenziffer beim Menschen“. Neben einem erbbiologischen Forschungsprojekt an Sexualstraftätern, das er im April begann, lehrte Fetscher ab 1923 am Hygiene-Institut allgemeine und soziale Hygiene und von 1925 bis 1927 am Pädagogischen Institut der TH Dresden. Während Kuhn sich führend in der völkischen Bewegung Ostsachsens engagierte, stand Fetscher eher der SPD nahe. Als Student hatte er mit dem Sozialistischen Studentenbund sympathisiert, und später unterhielt er Kontakte zum Verein sozialistischer Ärzte. Kuhns Berufung und Weggang nach Gießen 1925 nahm Fetscher mit Erleichterung auf.
Im Jahr 1926 übernahm Fetscher die Leitung der dem Hygiene-Institut angeschlossenen Ehe- und Sexualberatungsstelle in Dresden. Im Deutschen Hygiene-Museum hielt er Vorträge, gab für das Museum Schriften zu Einzelthemen heraus und stand in enger Verbindung mit dem zum Hygiene-Museum gehörenden Reichsausschuss für hygienische Volksbelehrung. Der Medizinhistoriker Günter Heidel weist darauf hin, dass bei „der Würdigung des progresiven Wirkens sozialhygienisch interessierter und engagierter ärztlicher Mitarbeiter des Deutschen Hygiene-Museums in den zwanziger und frühen dreißiger Jahren“ nicht übersehen werden dürfe, „daß sie – wie bereits Grotjahn – mit der Sozialhygiene auch die in diesem Gebiet fest integrierte Eugenik im Blick hatten.“ Er sieht sie deshalb in der Verantwortung, „der faschistischen Rassenhygiene den Weg geebnet zu haben“. Fetscher stand als Eugeniker in hohem Ansehen, gehörte ab 1928 dem Vorstand der Kriminalbiologischen Gesellschaft an und wurde von dem Schweizer Psychiater und Eugeniker August Forel mit der Neubearbeitung von dessen Buch Die sexuelle Frage beauftragt. Er wurde 1928 außerdem zum außerplanmäßigen außerordentlichen Professor für Hygiene an der Mathematisch-Naturwissenschaftlichen Abteilung der TH Dresden ernannt.
Nach der nationalsozialistischen Machtergreifung wurde Fetscher im Oktober 1933 Anwärter der SA und 1934 Mitglied des SA-Sturms 3 der Standarte R 48 in Pirna. Nachdem er sich gegen Ende der Weimarer Republik bereits nationalsozialistischen Positionen angenähert hatte, ohne freilich in Einzelfragen wie der sogenannten Mischehe und im radikalen Antisemitismus der NS-Ideologie zu folgen, begrüßte er ausdrücklich das Gesetz zur Verhütung erbkranken Nachwuchses vom 14. Juli 1933. Auch unterzeichnete er im November 1933 das Bekenntnis der Professoren an den deutschen Universitäten und Hochschulen zu Adolf Hitler. Deshalb war er überrascht, als er am 26. Februar 1934 unter Hinweis auf § 6 des Gesetzes zur Wiederherstellung des Berufsbeamtentums in den Ruhestand versetzt wurde. Im sächsischen Innenministerium war man der Auffassung, dass Fetscher sich schon durch die Verteilung von Verhütungsmitteln in seiner Eheberatungsstelle für eine Mitwirkung am nationalsozialistischen Programm disqualifiziert habe. Zwar habe er eugenische Sterilisationen veranlasst, aber aus sozialen und nicht aus rassischen Gründen. Das unterschied ihn in den Augen der Nationalsozialisten zu seinem Nachteil von dem Zwickauer Sterilisationsverfechter Gustav Boeters. Fetscher wurde zwar nicht politisch verfolgt, konnte aber nicht mehr an Tagungen teilnehmen und musste aus dem Vorstand der Kriminalbiologischen Gesellschaft ausscheiden.
An der TH Dresden lehrte Fetscher zunächst noch ein Kolleg über „Allgemeine Rassenhygiene“. Um seinen Lebensunterhalt zu sichern, eröffnete er eine allgemeinärztliche Privatpraxis in Dresden. 1936 wurden ihm schließlich auch die Venia legendi und der Professorentitel entzogen. Hintergrund war eine Eingabe der Reichsleitung der NSDAP an die Sächsische Staatsregierung, dass Fetschers Vorstellung von Rassenlehre nicht der Vorstellung des Rassenpolitischen Amtes der NSDAP entspreche, und Fetscher sich vor 1933 auch nicht für die NSDAP eingesetzt habe.
Iring Fetscher schreibt in seiner Biographie „Neugier und Furcht, Versuch, mein Leben zu verstehen“ über seinen Vater: 

„Als aber seine jüdischen Kollegen entlassen werden sollten, war die Grenze seiner Anpassungsbereitschaft erreicht. Unter dem Motto: ,Hände weg von der Hochschule', rief er zur Solidarität mit diesen Kollegen auf … Die Konsequenz war die Entlassung meines Vaters auf Grund des Gesetzes zur Wiederherstellung des Berufsbeamtentums […]“

Der Dresdner Historiker Reiner Pommerin hält hierzu fest: „Ein solcher Aufruf ist nicht in den Akten überliefert oder bekannt geworden“. Auf Nachfrage von stern.de erklärt Iring Fetscher: „Der Aufruf kann nicht gefunden werden. Er ist mündlich überliefert.“
Albrecht Scholz sieht in der Entlassung aus dem Hochschuldienst die Ursache für eine tiefgehende Wandlung von Fetschers politischen Einstellungen. Fetscher stellte insbesondere nach Beginn des Zweiten Weltkriegs Räume seiner Praxis für Treffen von Personen des Widerstands zur Verfügung. Er behandelte politisch Verfolgte, Juden und sogenannte Ostarbeiter und versorgte sie kostenlos mit Medikamenten. Victor Klemperer berichtet in seinen Tagebüchern 1942, dass ihm ein Angebot übermittelt worden sei, Fetscher würde Klemperers Manuskripte aufbewahren. Fetscher gelte als „sehr judenfreundlich“. Nach Aussagen von Zeitzeugen stellte Fetscher 1944 Medikamente, Verbandstoffe und Lebensmittel für ein Ostarbeiterlager zur Verfügung. Anfang 1945 soll er zwei Illegale unter falschem Namen in einem Krankenhaus untergebracht haben. Laut Marina Lienert und Caris-Petra Heidel gehörte Fetscher einem Kreis von Antifaschisten an, der in den letzten Monaten des Zweiten Weltkriegs über die Zukunft Dresdens diskutierte.
Aufgrund der Reputation, die Fetscher in Widerstandskreisen genoss, bat ihn Hermann Eckardt am 8. Mai 1945, eine Gruppe von Dresdner Bürgern zu begleiten, die dem sowjetischen Kommandanten ihre Hilfe anbieten wollte. Auf dem Weg zur Kommandantur wurde Fetscher erschossen. Die genauen Umstände seines Todes sind nicht geklärt, da nur widersprüchliche Angaben in persönlichen Erinnerungen existieren. Möglicherweise wurde Fetscher von abrückenden SS-Männern ermordet. Er könnte bei den in der Stadt herrschenden chaotischen Zuständen aber auch von sowjetischen Soldaten erschossen worden sein.

## Wirken
Einer der Schwerpunkte von Fetschers Arbeit war die Frage, ob und inwieweit eine erbliche Disposition zu kriminellem Verhalten besteht, bzw. ob und inwieweit familiäre, soziale und sonstige Umstände einen Menschen kriminell werden lassen. Vor diesem Hintergrund begann Fetscher im Jahr 1923, Sexualstraftäter und deren Angehörige erbbiologisch zu erfassen, finanziell unterstützt von der Rockefeller Foundation. Mit seinem familienanamnetischen Ansatz kam er zu dem Schluss, dass zwischen Geisteskrankheiten und allen anderen Formen „psychischer und sozialer Abartung“ auf der einen Seite und krimineller Delinquenz auf der anderen Seite „ursächliche Beziehungen“ zu erkennen seien. Der Umwelt komme dagegen eine geringe Rolle als Kriminalitätsursache zu. Erziehung und andere sozial prägende Faktoren fanden bei Fetschers Untersuchung keine Berücksichtigung. 1925 beantragte Fetscher beim sächsischen Justizministerium mit Erfolg die Fortführung und Erweiterung seiner Untersuchungen. Über alle sächsischen Strafgefangenen mit Strafen von mehr als drei Monaten, ausgenommen politische Straftäter, musste ein erbbiologischer Fragebogen ausgefüllt werden, der von der im Dresdner Landgerichtsgebäude ansässigen Kartei weiter bearbeitet wurde. Die Daten sollten als Grundlage für Gutachten in Strafverfahren dienen und in der Fürsorge verwertet werden. Der Historiker Jürgen Simon weist darauf hin, dass mit der Kartei 

„[i]n der Zielrichtung […] hier in Teilen die nach 1933 vollzogene Praxis, sozialpolitische Maßnahmen an das Kriterium biologischer Erbgesundheit zu koppeln, antizipiert [wird].“

Im Jahr 1933 enthielt die Kartei Daten über 13.500 Familien und insgesamt 145.000 Einzelpersonen. Obgleich Fetscher nach 1933 nurmehr über medizinische Themen publizieren durfte und aus dem Vorstand der Kriminalbiologischen Gesellschaft gedrängt wurde, blieb er bis 1936 Leiter der „Erbbiologischen Kartei“. Zu diesem Zeitpunkt waren 18.000 Familien mit 180.000 Angehörigen darin erfasst. Ende 1933 wurde die Kartei nach einer Weisung des sächsischen Justizministeriums durchgesehen, um „Personen für eine etwaige nachträgliche Anordnung der Sicherungsverwahrung oder Entmannung namhaft“ zu machen.
Über die „Erbbiologische Kartei“ schreibt der Dresdner Arzt Steffen Sachse in seiner Dissertation: 

„Nach 1933 konnten die faschistischen Machthaber auf diese Kartei als eine Einrichtung zurückgreifen, welche wohl von entscheidender Bedeutung für die systematische Realisierung ihres barbarischen Feldzuges gegen alle Formen ,ererbter Minderwertigkeit‘ war. Die darin Registrierten mussten ständig in Angst leben, mit einem Eheverbot belegt bzw. zwangsweise sterilisiert zu werden oder später, im Rahmen des beispiellosen Euthanasie-Programms, dem organisierten Massenmord zum Opfer zu fallen.“

Den Forscherinnen Marina Lienert und Caris-Petra Heidel vom Dresdner Universitätsklinikum Carl Gustav Carus, Institut für Geschichte der Medizin, schreiben: 

„Fetscher erwog 1929, diese Kartei in ‚Sozialhygienische Kartei‘ umzubenennen, da er offenbar den sozialen Verhältnissen eine größere Relevanz beimaß als zuvor. Genutzt wurde die Kartei nach Fetschers Angaben gelegentlich für gutachterliche Zwecke im Einzelfall. Die drastische Kürzung der Mittel in den Jahren der Weltwirtschaftskrise verweist aber auch darauf, dass der Kartei keine Priorität eingeräumt wurde. Es ist nicht geklärt, ob Fetscher die Kartei über das Jahr 1932 hinaus geführt hat. Auch ihr Verbleib ab 1933 ist ungeklärt. Es ist nirgends nachgewiesen, dass die Kartei später zu Zwangssterilisierungsprozessen herangezogen wurde. Dies war gesetzlich gar nicht vorgesehen, also auch sehr unwahrscheinlich.“

Als Leiter der Dresdener Eheberatungsstelle setzte sich Fetscher dafür ein, die Eheberatung rassenhygienisch auszurichten. Wie auch der Leiter der ersten amtlichen Eheberatungsstelle in Berlin, Friedrich Karl Scheumann, verstand Fetscher die Eheberatung als eine „Voreheberatung“ der Schuljugend, als „Heiratsberatung“ der Heiratswilligen und als „Ehestandberatung“ von Eheleuten, um die Familie zu erhalten und zu festigen. Es handelte sich um eine auf Fortpflanzung und Nachkommenschaft ausgerichtete Beratung, die sie gegenüber den vom Bund für Mutterschutz propagierten Sexualberatungsstellen abgrenzten. Dabei trat Fetscher nicht nur dafür ein, in den Beratungsstellen Verhütungsmittel abzugeben, sondern auch für Sterilisierung aus eugenischen und sozialen Gründen. Zwar waren solche Sterilisationen zum damaligen Zeitpunkt illegal und strafbar. Tatsächlich wurden in Deutschland eugenische und auch zwangsweise Sterilisationen aber schon vor 1933 in einem beschränkten Umfang praktiziert.
Dabei radikalisierte Fetscher seine Haltung zur Sterilisation zunehmend. Hatte er 1926 noch vor der „in ihrer Tragweite vielfach überschätzt[n] Unfruchtbarmachung Minderwertiger“ gewarnt, so trat er binnen weniger Jahre immer energischer für negative eugenische Maßnahmen ein. 1929 schrieb er bereits: „Wo der Allgemeinheit Schaden zugefügt wird, hört die Freiheit der Einzelnen auf. Der Staat ist berechtigt, bei der Fortpflanzung Minderwertiger einzugreifen.“ Auf der Tagung des Verbandes für psychische Hygiene Anfang Juni 1932 unterstrich er zudem die ökonomische Effektivität seiner Beratungstätigkeit, in der er bis dahin 53-mal eine Sterilisation vermittelt habe: „Ein anstaltsbedürftiges Kind,“ so Fetscher, „z. B. ein Taubstummer, kostet während seiner Ausbildungszeit 10-12.000 MK., die Sterilisierung 120-150 MK. hoch gerechnet. So erweist sich auch hier die vorbeugende Fürsorge als zweckmäßigste Methode der Gesundheitspflege.“ Solche ökonomisch begründete Logik, so der Heilpädagoge Werner Brill, sollte späteren Entwicklungen argumentativ zuarbeiten.
Während seiner Tätigkeit in der Eheberatungsstelle von 1926 bis 1932 beriet Fetscher einige tausend Personen (die genauen Zahlen schwanken je nach Quelle erheblich), größtenteils in Dresden, z. T. auch in der näheren Umgebung, wo unter seiner Anleitung weitere Beratungsstellen entstanden, beispielsweise in Riesa, Meißen, Radeberg und Bautzen. Im Rahmen dieser Tätigkeit schlug Fetscher bei einem geringen Prozentsatz der von ihm beratenen Personen eine freiwillige Sterilisierung vor. Lienert/Heidel schreiben hierzu: 

„Fetscher schlug nach eingehender Untersuchung und zum Teil mehrfacher Beratung für 88 Personen … eine freiwillige Sterilisierung … vor, diese kam in 65 Fällen … zur Ausführung. Eine Zwangssterilisierung konnte Fetscher nicht veranlassen, da die Personen nicht zur Beratung gezwungen wurden und eine Sterilisierung nicht ohne ihr Einverständnis bzw. das des gesetzlichen Vormundes vorgenommen werden durfte. Wenn Fetscher verschiedentlich schrieb, dass er Sterilisationen durchgeführt hätte, meinte er das gutachterliche Verfahren bis zu Kostenübernahme oder der Zustimmung des Vormundschaftsgerichtes. Die Operationen selbst erfolgten in Krankenhäusern. Auch heute ist eine freiwillige Sterilisierung statthaft, wenn medizinische, genetische oder soziale Gründe vorliegen.“

Fetscher vermittelte auch die Sterilisierung von Minderjährigen und Unmündigen, sofern deren Eltern bzw. Vormünder zustimmten. Bei der Beratung arbeitete Fetscher z. B. mit dem Dresdner Taubstummenlehrer Herbert Weinert zusammen. Nach dessen Angaben wurden zwischen 1930 und 1932 acht Personen mit erblich bedingten Hörschäden sterilisiert. Als engagierter Befürworter eugenischer Sterilisationen versuchte Weinert mit Äußerungen von Gehörlosen, bzw. von Eltern, die ihre Kinder hatten sterilisieren lassen, die Harmlosigkeit der Sterilisation zu belegen. So hatte eine Mutter in Dresden ihren taubstumm geborenen Sohn 1930 im Alter von 13 Jahren „aus rein eugenischen Gründen sterilisieren lassen“.
Fetscher selbst schrieb in Bezug auf seine Tätigkeit in der Eheberatung u. a.: 

„Ich selbst habe bis Ende 1932 65 [Sterilisierungen] zur Durchführung gebracht, […] ohne dass ein Gerichtsverfahren gegen mich eingeleitet worden wäre. Der Zweck dieses Verhaltens, nämlich nachzuweisen, dass eine Lücke zwischen den Lebensnotwendigkeiten unseres Volkes und der Gesetzeslage klaffe, wurde damit erreicht. Eine der ersten großen Taten der Regierung Adolf Hitlers war der Erlass eines Sterilisierungsgesetzes, das nicht nur die Möglichkeit rassenhygienischer Unfruchtbarmachung schafft, sondern auch gestattet, einen Zwang auszuüben, wo ein solcher nicht entbehrt werden kann […]“

Obwohl Fetscher das nationalsozialistische Gesetz zur Verhütung erbkranken Nachwuchses befürwortete, war er selbst nie Mitglied eines der Erbgesundheitsgerichte, die über Zwangssterilisierungen zu befinden hatten. Laut Marina Lienert und Caris-Petra Heidel ist es auch nicht bekannt, dass Fetscher jemals einen Patienten angezeigt hätte. Einem Zeitzeugenbericht zufolge revidierte er seine anfängliche Zustimmung zu dem Gesetz und kritisierte u. a. die Zwangssterilisierung als einen Grundfehler bei der Gesetzesdurchführung.
Weiterhin schrieb Fetscher, dass „es unzweckmäßig ist, etwa einen syphilitischen Wasserkopf mit allen Mitteln am Leben zu erhalten“. Nach Lienert/Heidel hat sich Fetscher aber insgesamt gegen die Euthanasie, wie sie von den Nationalsozialisten praktiziert wurde, positioniert.

## Postume Ehrungen

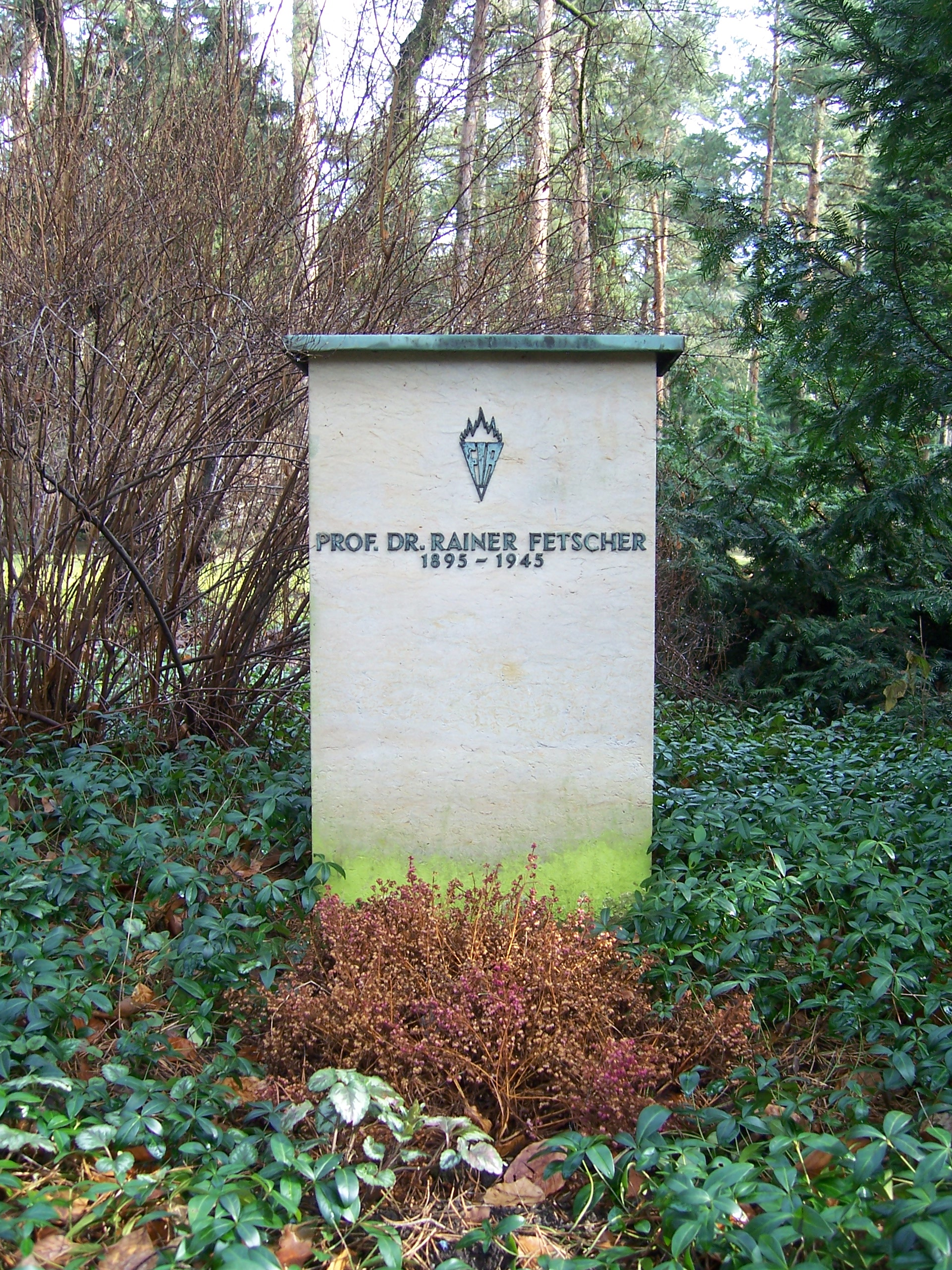
Grab von Rainer Fetscher auf dem Heidefriedhof Dresden

Am 14. Mai 1945 erwiesen mehr als 100 Personen Fetscher auf seiner Beerdigung auf dem Heidefriedhof in Dresden die letzte Ehre. Er wurde nachfolgend in Dresden sowohl von der Stadtverordnetenversammlung und dem Rat der Stadt Dresden, als auch von Freunden, Schülern und Weggefährten als „bekannter Antifaschist“, als „weit über Dresden hinaus bekannter Arzt“ und „großer Menschenfreund“, als „tapferer Gelehrter“ und „Lehrer und Vorbild“ geehrt.
In der sächsischen Kreisstadt Pirna war die EOS und das daraus entstandene Gymnasium (seit 1. August 2007 unter dessen Namen mit dem Friedrich-Schiller-Gymnasium vereinigt) nach ihm benannt; in Dresden sind die Fetscherstraße, der Fetscherplatz, die Schule für Körperbehinderte, ein Studentenwohnheim und ein Seniorenpflegeheim nach Fetscher benannt. Auf der Prager Straße, wo Fetscher ermordet worden war, ließ die Stadt Dresden einen Gedenkstein errichten, der jedoch später aufgrund von Baumaßnahmen entfernt wurde. Seit dem Jahr 1974 wurde von der Stadt Dresden jährlich zum „Tag des Gesundheitswesens“ der „Dr.-Rainer-Fetscher-Preis“ vergeben. Der „Freundeskreis Rainer Fetscher“, bestehend aus Kollegen, Freunden, Patienten und Studenten Fetschers, hielt die Erinnerung an Fetscher mit Artikeln und Gedenkfeiern wach und regte nach der Entfernung des Gedenksteins auf der Prager Straße die neuerliche Errichtung einer Gedenkstele an (1978), die heute auf dem Fetscherplatz zu besichtigen ist. „Sein Bekanntheits- und Beliebtheitsgrad in allen Schichten der Dresdner Bevölkerung war so groß, dass eine nähere Begründung für diese Ehrungen insbesondere in den ersten Jahren nicht erforderlich erschien.“

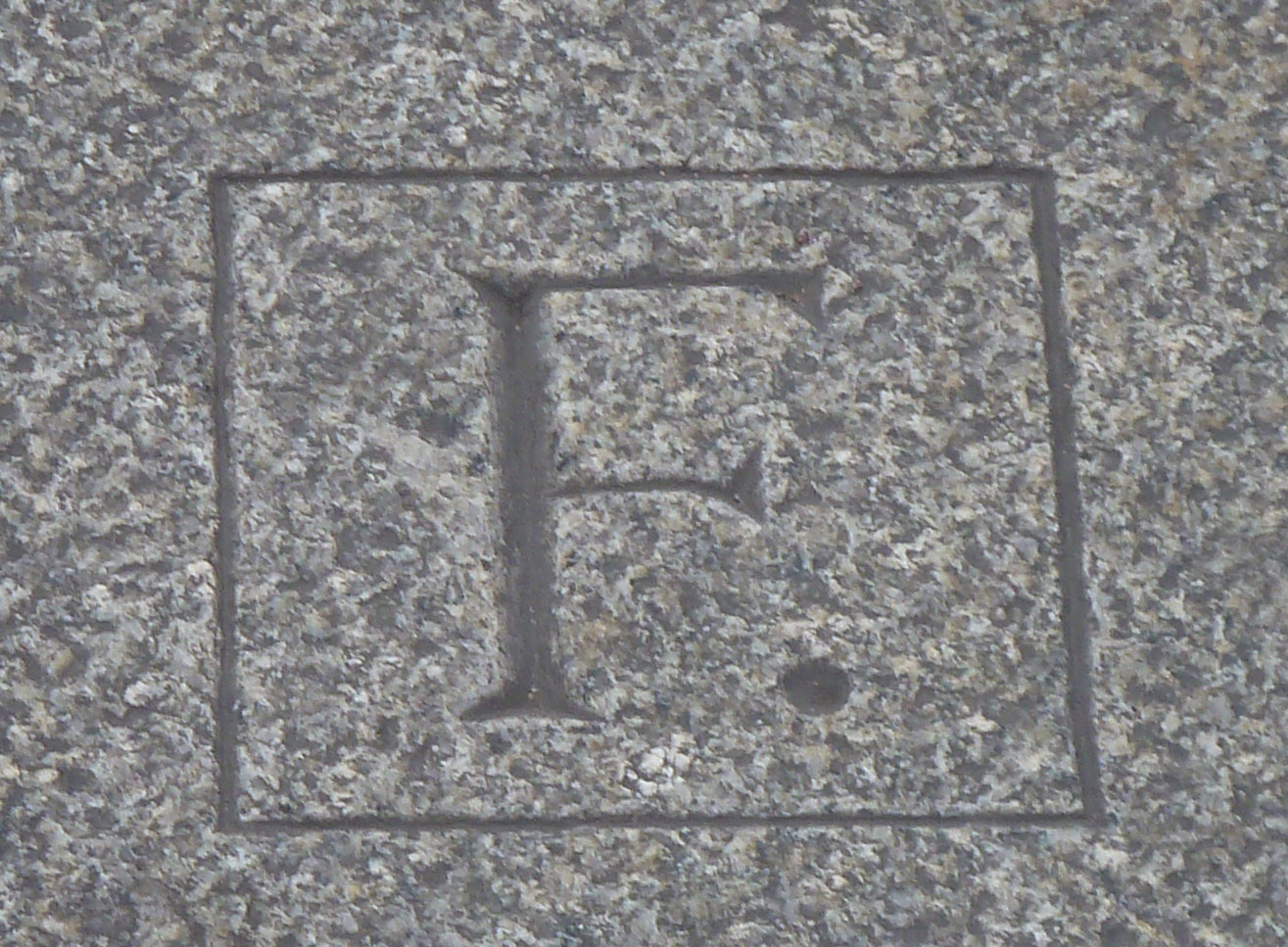
Fetscherstein

Am 20. August 2013 bat Hans-Jürgen Westphal die Stadt Dresden, Rainer Fetscher auch an dem Ort seiner Ermordung ein Gedenken zu bereiten. Seit dem 16. November 2013 gibt es an der Prager Straße, Ecke Ferdinandstraße, auf einer Gehwegplatte das eingemeißelte „F.“, den Fetscherstein. Das „F.“ erinnert gleichzeitig an die Gruppe der Antifaschisten, die zusammen mit Fetscher am 8. Mai 1945 der Sowjetarmee entgegengingen.

## Schriften
- Zur Frage der Knabenziffer beim Menschen. Hygien. Inst. d. Techn. Hochsch, Dresden 1923.
- Grundzüge der Erblichkeitslehre. Dt. Verlag für Volkswohlfahrt, Dresden 1924; 2. Auflage., Dresden 1929.
- Grundzüge der Rassenhygiene. Deutscher Verlag f. Volkswohlfahrt, Dresden 1924.
  - Grundzüge der Eugenik. 2. Auflage. Dt. Verlag für Volkswohlfahrt, Dresden 1929.
- (Hrsg.): Gesundheitspaß. Beltz, Langensalza u. a. 1925.
- Über den Austausch von Gesundheitszeugnissen vor der Ehe, in: Archiv für Soziale Hygiene und Demographie 2 (1926) 54–58.
- Über den Austausch von Gesundheitszeugnissen vor der Ehe. Charlottenburg 1926.
- Angewandte Erbbiologie, in: Archiv für Soziale Hygiene und Demographie 2 (1926) 128–130.
- Vererbung und Alkohol. Vortrag gehalten im Lehrgang gegen den Alkoholismus zu Merseburg am 14. Dez.1925 / Von Priv.-Doz. Dr. med. Rainer Fetscher. Bezirksausschuß zur Abwehr des Alkoholismus, Merseburg 1926.
- Der Stand der Frage der Sterilisierung und Schwangerschaftsunterbrechung aus eugenischen Gründen beim Menschen. In: Zeitschrift für induktive Abstammungs- und Vererbungslehre, Bd. XLI, H. 3/4, 1926, S. 375–393
- Abriß der Erbbiologie und Eugenik. Salle, Berlin 1927.
- Archiv für Rassenbilder. J.F. Lehmanns Verlag, München 1927.
- Grundzüge der Erblichkeitslehre. J.F. Lehmanns Verlag, München 1927.
- Aufgaben und Organisation einer Kartei der Minderwertigen. In: Mitteilungen der Kriminalbiologischen Gesellschaft, Jg. 1, 1928, S. 55–62.
- Bericht über die Ehe- und Sexualberatungsstelle Dresden für 1927. München 1928.
- Der Geschlechtstrieb. Einführung in die Sexualbiologie unter besonderer Berücksichtigung der Ehe. Reinhardt, München 1928.
- Vererbung und Kriminalität. Berlin 1928.
- u. a.: Zwischen Naturwissenschaft und Geschichte. Vorträge der Abteilung XIII b der 89. Versammlung deutscher Naturforscher und Ärzte in Düsseldorf 1926. Zentralstelle für Dt. Personen- und Familiengeschichte, Leipzig 1928.
- Sozialhygiene und Krankenversicherung. Dresden 1930.
- mit Otto Huntemüller: Der gesunde Mensch. Hygiene. Lutz, Stuttgart 1930.
- mit Adolf Thiele: Praxis der Eheberatung. Schriftleitung der Blätter f. Wohlfahrtspflege, Dresden 1931.
- Bearbeiter von August Forel: Die sexuelle Frage. 16. Auflage. Reinhardt, München 1931.
- Rainer Fetscher: Die wissenschaftliche Erfassung der Kriminellen in Sachsen. In: Monatsschrift für Kriminalpsychologie und Strafrechtsreform, Jg. 23 1932, S. 321–335.
- Der Stand und die Zukunft der Eheberatung in Deutschland. Berlin, Leipzig 1933.
- Erbbiologie und Staat. Frankfurt am Main, Berlin 1933.
- Rassenhygiene. Eine erste Einführung für Lehrer. Dürr, Leipzig 1933.
- mit Agnes Bluhm: Die Alkoholfrage in der Erbforschung. Zwei Aufsätze. Neuland-Verlag, Berlin 1934; 2. Auflage. Berlin 1941.
- Alkohol und Vererbung. In: Unterrichtsblätter für Mathematik und Naturwissenschaften. 1934, S. 353–357.
- Abriss der Erbbiologie und Rassenhygiene. 2. Auflage. Salle, Frankfurt am Main 1934.
- Zur Erbprognose der Kriminalität. Leipzig 1934.
- Über männliche Sterilität. Urban & Schwarzenberg, Berlin, Wien 1935.
- Gedichte. (Für Freunde gesammelt). [Rat d. Landkreises Grossenhain, Abt. Gesundheitswesen], Zabeltitz 1957.